# Финч-Хэттон, Джордж, 11-й граф Уинчилси

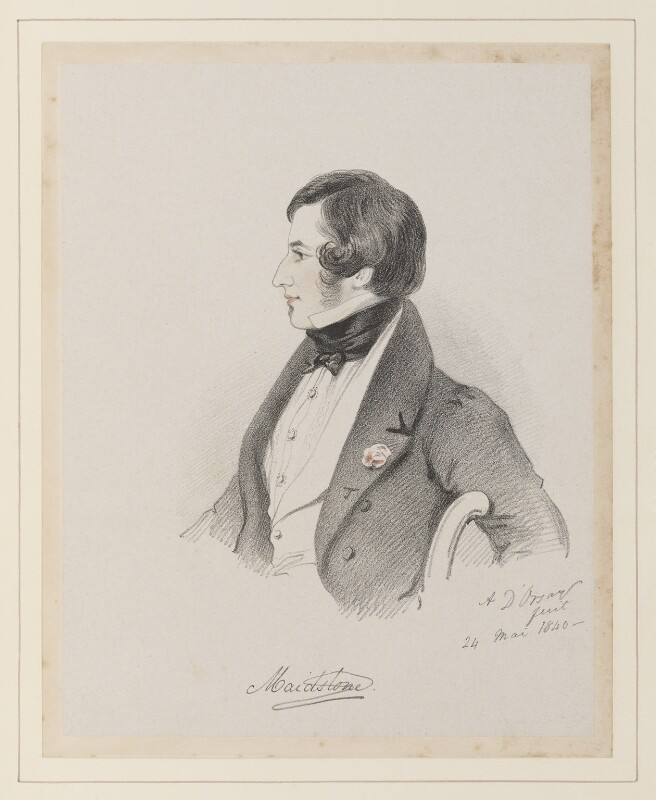
Рисунок графа Альфреда Д’Орсе, ок. 1840 г.

Джордж Джеймс Финч-Хэттон, 11-й граф Уинчилси, 6-й граф Ноттингем (англ. George James Finch-Hatton, 11th Earl of Winchilsea and 6th Earl of Nottingham; 31 мая 1815 — 9 июня 1887) — британский пэр и консервативный политик. Он носил титул учтивости — виконт Мейдстон с 1826 по 1857 год.
Титулы: 11-й граф Уинчилси (Пэрство Англии), 6-й граф Ноттингем (Пэрство Англии), 11-й виконт Мейдстон (Пэрство Англии), 6-й барон Финч из Давентри в графстве Нортгемптоншир (Пэрство Англии), 12-й баронет Финч из Иствуэлла в графстве Кент (Баронетство Англии) и 6-й баронет Финч (Баронетство Англии).

## Происхождение и образование
Родился 31 мая 1815 года. Единственный сын Джорджа Финча-Хэттона, 10-го графа Уинчилси и 5-го графа Ноттингема (1791—1858) и его первой жены, леди Джорджианы Шарлотты Грэм (1791—1835), дочери Джеймса Грэма, 3-го герцога Монтроза (1755—1836), и леди Каролины Монтегю, дочери 4-го герцога Манчестера.
Он получил образование в Итонском колледже и в колледже Крайст-черч Оксфордского университета.

## Карьера
Виконт Мейдстон заседал в Палате общин Великобритании от Северного Нортгемптоншира в 1837—1841 годах.
8 января 1858 года после смерти своего отца Джордж Джеймс Финч-Хэттон унаследовал титулы 11-го графа Уинчилси и 6-го графа Ноттингема, став членом Палаты лордов Великобритании.

## Поместья

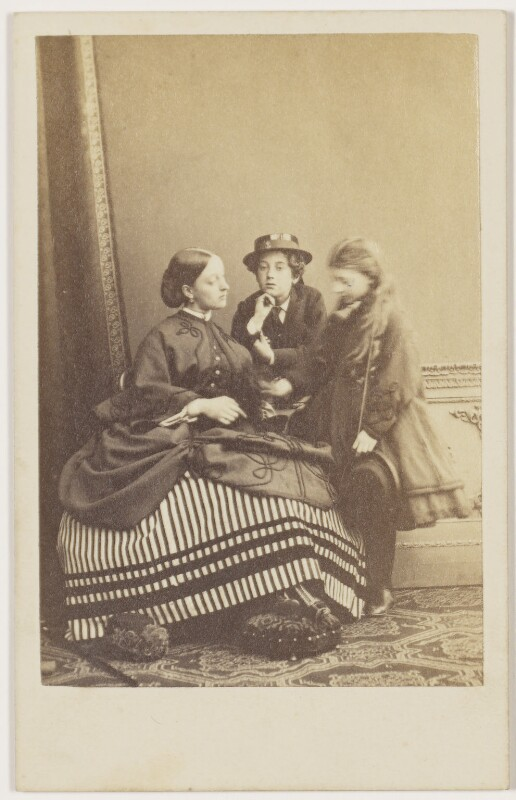
Леди Флоренс Сесилия Пэджет (маркиза Гастингс), Джордж Финч-Хэттон (виконт Мейдстон), леди Хильда Джейн София, около 1864 года.

В середине 1860-х годов лорд Уинчилси испытывал серьезные финансовые трудности из-за своей игровой зависимости, что в конечном итоге заставило его покинуть свою собственность в Иствуэлл-парке в Кенте. 4 декабря 1868 года попечители (включая его родственника герцога Ричмонда), назначенные в соответствии с Законом о поместье Уинчилси (1865), заключили договор о сдаче Иствуэлл-парка вместе с его мебелью и имуществом в аренду герцогу Аберкорну сроком на пять лет. Лорд Уинчилси был обязан освободить собственность незадолго до декабря 1868 года , и 5 октября 1870 года он был официально признан банкротом . Затем Иствуэлл занял принц Альфред, герцог Эдинбургский, второй сын королевы Виктории.
Несмотря на его банкротство, к 1883 году его совокупные земли и поместья приносили около 19 000 фунтов стерлингов в год.

## Личная жизнь

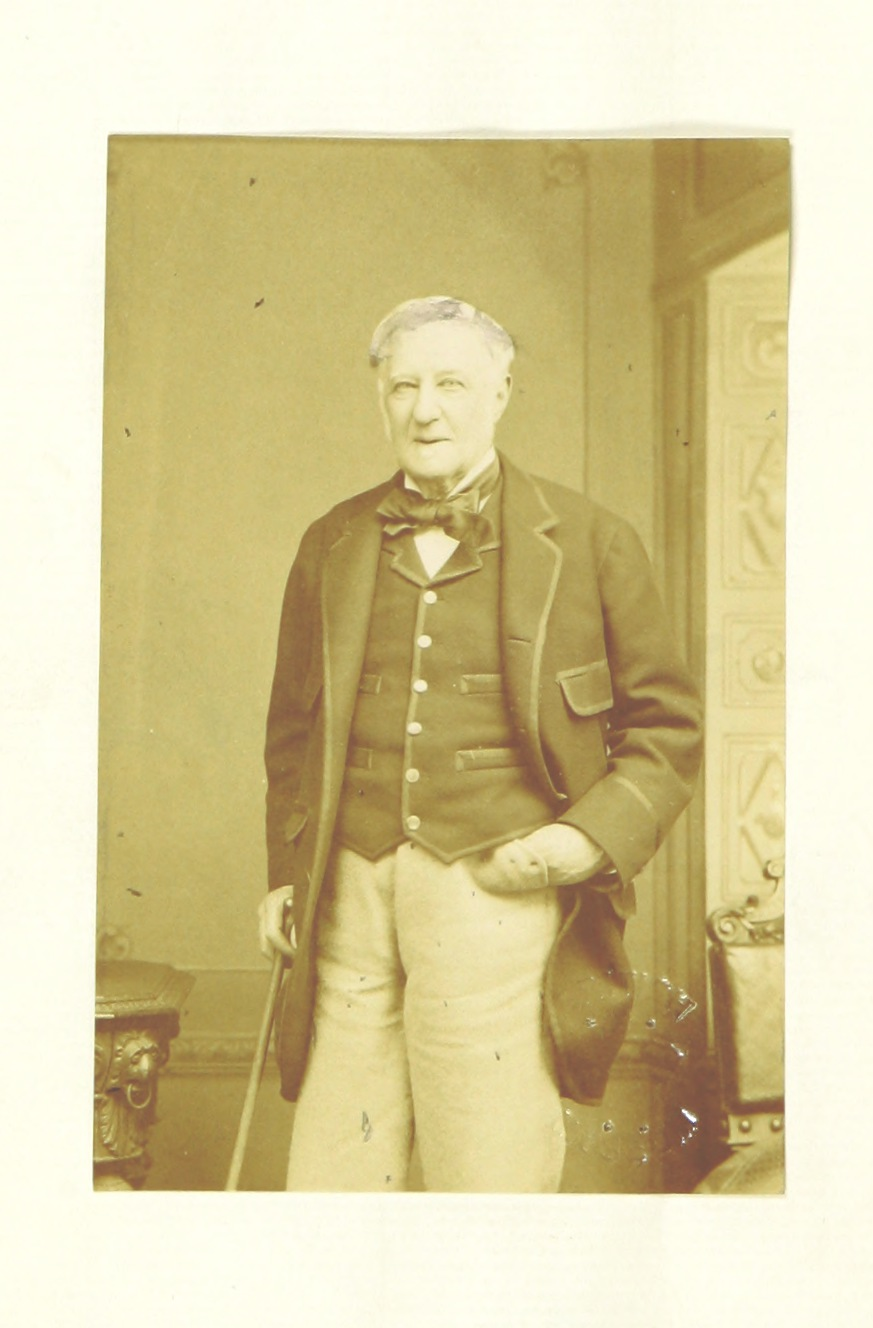
Фотография 11-го графа Уинчилси

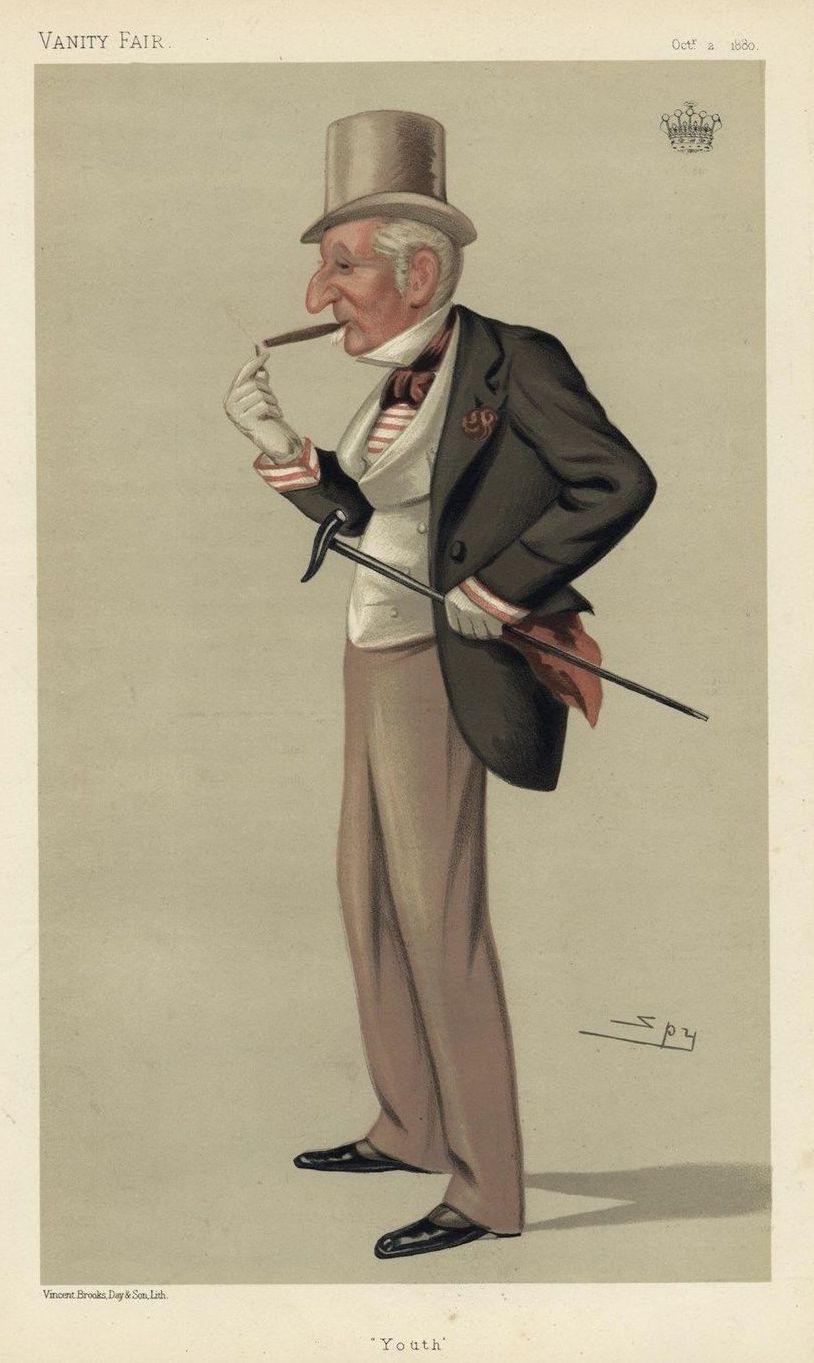
Карикатура на графа Уинчилси, нарисованная Лесли Уордом в журнале Vanity Fair, октябрь 1880 г.

Лорд Уинчилси был женат дважды. 6 августа 1846 года он женился первым браком на леди Констанции Генриетте Пэджет (22 января 1823 — 5 марта 1878), дочери Генри Пэджета, 2-го маркиза Англси, и Элеоноры Кэмпбелл, дочери леди Шарлотты Кэмпбелл, которая была дочерью Джона Кэмпбелла, 5-го герцога Аргайла. Лорд Уинчилси и леди Констанция были отмечены как одна из самых красивых пар своего времени. У супругов был один сын и три дочери:
- Леди Мейбл Эмили Финч-Хэттон (1849 — 7 ноября 1872), вышедшая замуж за Уильяма Джорджа Идена, 4-го барона Окленда (1829—1890)
- Леди Констанция Элеонора Каролина Финч-Хэттон (1851 — 15 апреля 1910), вышедшая замуж за достопочтенного Фредерика Чарльза Говарда (1840—1893), сына Генри Говарда, 2-го графа Эффингема.
- Джордж Финч-Хэттон, виконт Мейдстон (26 декабря 1852 — 3 февраля 1879)[6] , который женился на Луизе, дочери сэра Джорджа Дженкинсона, 11-го баронета, умер в возрасте 27 лет, не оставив детей[7].
- Леди Хильда Джейн София Финч-Хэттон (1856 — 8 февраля 1893), вышедшая замуж за Генри Винсента Хиггинса (? — 1928).

2 мая 1862 года лорд и леди Уинчилси и леди Флоренс Пейджет присутствовали на банкете в Стаффорд-хаусе (Ланкастер-хаус), устроенном герцогом и герцогиней Сазерленд.
После смерти его первой жены в марте 1878 года он 16 февраля 1882 года женился на двоюродной сестре своей жены, леди Элизабет Джорджиане Конингэм (ок. 1829 — 2 февраля 1904), дочери Фрэнсиса Конингэма, 2-го маркиза Конингэма, и леди Джейн Пэджет (сестры 2-го маркиза Англси). Детей от второго брака не было.
Его сводный брат Генри, позже 13-й граф Уинчилси, написал о нем в своем дневнике, несмотря на то, что произошло: «Я надеюсь, он знал, как мы все его любили. Но он всегда думал, что мы должны его ненавидеть. Мы этого не делали».
Лорд Уинчилси скончался в июне 1887 года в возрасте 72 лет. Так как его единственный сын, Джордж Финч-Хэттон, виконт Мейдстон, умер раньше него, его титул унаследовал его сводный брат, Мюррей Финч-Хэттон, 12-й граф Уинчилси. Лорд Уинчилси, его сын и его вторая жена похоронены на кладбище ныне разрушенной церкви Святой Девы Марии в Иствуэлл-парке.